# Los Rosales, Guanajuato
Los Rosales är en ort i Mexiko.   Den ligger i kommunen Silao de la Victoria och delstaten Guanajuato, i den centrala delen av landet, 290 km nordväst om huvudstaden Mexico City. Los Rosales ligger 1 756 meter över havet och antalet invånare är 290.
Terrängen runt Los Rosales är en högslätt. Runt Los Rosales är det ganska tätbefolkat, med 207 invånare per kvadratkilometer. Närmaste större samhälle är Silao, 7,0 km norr om Los Rosales. Trakten runt Los Rosales består till största delen av jordbruksmark.